# Cron (geología)

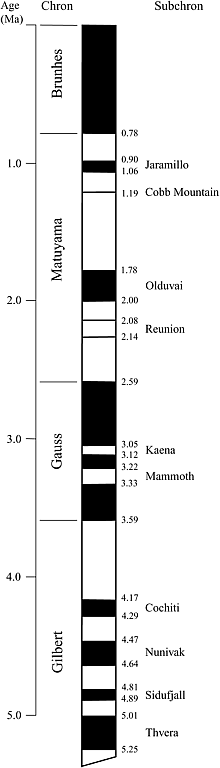
Esquema con la polaridad del campo magnético de los últimos cinco millones de años y su correlación con los crones más recientes. En negro están representadas las etapas de polaridad normal y en blanco las de polaridad inversa.

El cron es una unidad de tiempo, la más corta usada en geocronología para referirse a tiempo geológico. Están basados en inversiones del campo magnético terrestre significativas, que se registran en las rocas el comienzo y el final del periodo. La duración de cada cron es variable. Los subcrones son cortos periodos de diferente polaridad dentro de un cron.
El equivalente cronoestratigráfico es la cronozona.